# Aeroflot-Flug 1802
Am 15. Mai 1976 verunglückte eine Antonow An-24 auf dem innersowjetischen Linienflug Aeroflot-Flug 1802 von Winnyzja nach Moskau, wobei alle 52 Insassen starben.

## Flugzeug und Besatzung
Das Flugzeug war eine Antonow An-24RW (Luftfahrzeugkennzeichen CCCP-46534, Werknummer:57310108), die vom 27. Februar 1975 bis zum Unfall 2976 Flugstunden und 2328 Flugzyklen absolviert hatte. Sie war mit zwei Turboproptriebwerken des Typs Iwtschenko AI-24WT sowie einem Flugdatenschreiber des Typs MRSP-12 ausgestattet.
Die Besatzung bestand aus Flugkapitän Fjodor Iwanowitsch Tschumak, dem Ersten Offizier Wiktor Sergejewitsch Paschtschenko, dem Flugingenieur Iwan Nikolajewitsch Wuchan, dem Navigator Pjotr Pawlowitsch Maksimenko und den Flugbegleitern Wiktor Wladimirowitsch Koslow und Nina Nikolajewna Sukalo.

## Verlauf
Die An-24 hob um 10:07 Uhr in Winnyzja ab und stieg auf eine Reiseflughöhe von 5.700 m. Auf der Flugroute war es bewölkt mit einer Wolkenobergrenze von 5.000–6.000 m mit vereinzelten Wolken auf bis zu 8.000 m Höhe. Darüber hinaus gab es auf 7.200 m Turbulenzen. Nahe Tschernihiw gab es auf 480 m Regen mit einem ca. 22 km/h wehenden Wind aus Westen (250°), während die Sicht 10 km betrug. Während das Flugzeug mit einer Geschwindigkeit von 350 km/h flog, kam es drei Minuten nach dem letzten Funkkontakt zu einem Notfall: Innerhalb einer Sekunde schlug das Seitenruder um 25° nach rechts aus, worauf das Flugzeug rollte und vom Kurs abkam. Die Piloten benutzten die Querruder und das zunächst ausgeschlagene Seitenruder, um die Rollbewegung abzufangen. Es kam letztlich zum Strömungsabriss und die An-24 geriet ins Trudeln. Elf Sekunden nach Beginn des Notfalls ging der Propeller des rechten Triebwerks in Segelstellung und vier weitere Sekunden später auch der des linken. Zu diesem Zeitpunkt sank das Flugzeug mit 100 m/s bei einer Beschleunigung von 1,15–1,2 g. Schließlich schlug die Maschine praktisch ohne Vorwärtsgeschwindigkeit um 10:48 Uhr mit der Nase um 50° nach unten gerichtet und etwas nach rechts geneigt auf, 1 min 20 s nach dem Ruderausschlag. Dabei war sie intakt und das Fahrwerk und die Landeklappen waren eingefahren. Die Unfallstelle lag auf einem Feld ca. 500 m südöstlich von Wiktoriwka und 14,8 km südöstlich von Tschernihiw.

## Ursache
Die Ermittler schlossen aufgrund ihrer Untersuchungen, dass weder ein starker Luftstrom noch Militäraktivitäten, da keine stattfanden, für den Unfall verantwortlich waren, obwohl die Regenwolken mit ihren sintflutartigen Regenfällen als Faktor angesehen wurden. Sie fanden heraus, dass die Trimmung des Seitenruders auf 22,5 mm stand, wodurch dieses letztlich für die Piloten völlig unerwartet ausschlug. Aufgrund des Zerstörungsgrades durch den Aufschlag und das darauf folgende Feuer konnte die Ursache für die Trimmungsposition nicht ermittelt werden. Es wird vermutet, dass dies entweder durch einen Fehler in der Elektrik oder durch das versehentlich Betätigen des Trimmungschalters durch einen der Piloten geschah, während der Autopilot aktiviert war. Es konnte für diesen zwar kein Einschaltvorgang auf dem Flugdatenschreiber gefunden werden, aber es wird vermutet, dass der Autopilot ab ca. 10:29 Uhr eingeschaltet war; während des plötzlichen Ruderausschlags war er ausgeschaltet. Die Konstruktion der An-24 ließ zu, dass das getrimmte Seitenruder ausschlägt, sobald der Autopilot für zwei Sekunden deaktiviert ist und dabei die Piloten der Trimmung nicht entgegenwirken.

## Weiteres
Die Besatzung wurde auf dem Baikowe-Friedhof in Kiew beigesetzt.